# Miquel Asins
Miquel Asins ou Miquel Asins Arbó (né à Barcelone, le 21 janvier 1916, décédé à Valencia, le 26 octobre 1996) est un compositeur espagnol, d'origine catalane.